# Itame plumosata
Itame plumosata är en fjärilsart som beskrevs av Barnes och Mcdunnough 1916. Itame plumosata ingår i släktet Itame och familjen mätare. Inga underarter finns listade i Catalogue of Life.